# Эльзасский диалект
Эльзасский диалект — один из нижне-алеманнских диалектов немецкого языка, который распространён практически по всей территории Эльзаса. Наиболее близок швабскому и швейцарскому диалектам немецкого языка.
Со временем в эльзасский диалект проникает всё больше французских слов. Его более низкая социальная роль (особенно после Второй мировой войны) не позволяет ему развиваться на должном уровне. Сейчас на эльзасском говорят в основном рабочие, крестьяне, а также убеждённые приверженцы эльзасской культуры. Лишь порядка 40 процентов населения Эльзаса могут понимать и изъясняться на данном диалекте.

Лингвистическая карта Эльзаса, эльзасский показан двумя оттенками красного

## Статус эльзасского диалекта во Франции
Согласно конституции Франции, единственным официальным языком на территории республики является французский язык. Вместе с тем правительство страны признаёт определённые права за эльзасским диалектом и некоторыми другими региональными наречиями. В 1999 году исследования Национального статистического института показали, что во Франции насчитывается 548 000 совершеннолетних носителей диалекта. Это ставит его на второе место по распространённости среди региональных языков Франции (после окситанского языка).

## Сравнительный словарь
| Русский       | Эльзасский      | Верхне-алеманнский | Швабский | Немецкий | Французский   |
| ------------- | --------------- | ------------------ | -------- | -------- | ------------- |
| дом           | Hüüs [hyˑs]     | Huus               | Hous     | Haus     | maison        |
| громкий       | lüüt [lyˑd̥]     | luut               | lout     | laut     | bruyant       |
| люди          | Lit [lɪd̥]       | Lüt                | Leid     | Leute    | gens          |
| сегодня       | hit [hɪd̥]       | Hüt                | heid     | heute    | aujourd’hui   |
| красивый      | schen [ʃeːn]    | schö               | sche     | schön    | beau          |
| Земля         | Ard [aˑɾd̥]      | Ärd                | Erd      | Erde     | terre         |
| туман/мгла    | Nabel [naːb̥l̩]   | Näbel              | Nebl     | Nebel    | brouillard    |
| вода          | Wàsser [ʋɑsəɾ]  | Wasser             | Wasser   | Wasser   | eau           |
| мужчина       | Mànn [mɑˑn]     | Maa                | Mà       | Mann     | homme         |
| есть (кушать) | assa [asə]      | ässe               | essa     | essen    | manger        |
| пить          | trenka [d̥ɾənɡ̊ə] | trinkche           | trenka   | trinken  | boire         |
| маленький     | klai [ɡ̊laɪ̯]     | chlei              | kloi     | klein    | petit, petite |
| ребёнок       | Kind [kɪnd̥]     | Chind              | Kind     | Kind     | enfant        |
| день          | Däi             | Dag                | Dàg      | Tag      | jour          |
| женщина       | Frài            | Frou               | Frau     | Frau     | femme         |